# Naßgütl
Naßgütl ist ein Gemeindeteil der Stadt Waldsassen im oberpfälzischen Landkreis Tirschenreuth.

## Geografie
Naßgütl liegt im Oberpfälzer Wald, nahe der Grenze zur Tschechischen Republik. Die Einöde liegt zwei Kilometer nordöstlich von Waldsassen.

## Geschichte
Das bayerische Urkataster zeigt Naßgütl in den 1810er Jahren als stattlichen Vierseithof, der knapp westlich der Wondreb liegt. Von den bayerischen Gemeindeedikten bis in die 1970er Jahre hinein gehörte Naßgütl zur Gemeinde Münchenreuth. Als die Gemeinde Münchenreuth mit der bayerischen Gebietsreform ihre Selbstständigkeit verlor, wurde Naßgütl zusammen mit den übrigen Gemeindeteilen in die Stadt Waldsassen eingegliedert.
| Jahr          | 001900 | 001925 | 001950 | 001961 | 001970 | 001987 |
| Einwohnerzahl | 4      | 3      | 7      | 5      | 3      | 5      |